# Les 3 A
Les 3 A est une bande dessinée policière de l'école franco-belge créée par Mittéï et Vasseur (André-Paul Duchâteau). Les héros en sont trois scouts dont le prénom commence par A : André, Alain et Aldebert. La série est parue dans Tintin de 1962 à 1967.

## Le thème
En ce début des années 1960, les scouts sont à l'honneur dans les journaux pour jeunes. Dans Spirou, on trouve bien entendu la Patrouille des Castors, tandis que Jacques Le Gall agrémente les pages de Pilote, le scénariste de ces deux séries étant Jean-Michel Charlier. Tintin n'est pas en reste : après les « chevaliers de Muzardon », qui ne vivront que le temps d'un épisode (sur scénario de Greg), Mittéï dessine, avec l'aide non créditée de Tibet et sur des scénarios d'André-Paul Duchâteau (qui signe « M.Vasseur »), les aventures des « 3 A », série qui met en scène trois garçons dont deux sont manifestement plus âgés que les héros des séries nommées plus haut. Les histoires des 3 A ont une teinte policière plus marquée, caractéristique qui n'étonnera point de la part d'un scénariste comme Duchâteau. D'autre part, il ne s'agit pas d'une série vedette : l'évolution de sa pagination et le nombre d'histoires parues montrent qu'elle sert surtout à boucher les trous.
Pourtant les deux auteurs de cette série, Mittéï, qui a collaboré avec Tibet (notamment sur Ric Hochet), et Duchâteau, offrent ici un travail fort professionnel qui, s'il ne bouleverse pas l'histoire de la BD, ne dépare nullement les pages de Tintin.

Huit albums seront publiés, sans respect aucun de l'ordre de parution initial. Tous ont un format broché à couverture souple ; quatre sont parus dans la collection "Une histoire du journal Tintin", trois dans la collection "Vedette" (éditions du Lombard), et le dernier chez Bédéscope.

## Les personnages
Les trois héros ont leur prénom qui commence par A, d'où le titre de la série. Ce sont :
- André, le plus âgé et le chef de la patrouille de scouts ;
- Alain, plus intellectuel, portant des lunettes ;
- Aldebert, le plus jeune, contestant souvent les décisions et avis des aînés[4].

## Les histoires
Dans Tintin (France).

### 1962
- 717-724 Le mage de Castelmont, 16 planches Album en 1976
- 718 Couverture Le mage de Castelmont
- 723 Couverture Le mage de Castelmont
- 738 Couverture La grotte aux esprits
- 738-752 La grotte aux esprits, 30 planches Album en 1977

### 1963
- 760-774 La chouette criera 3 fois 30 planches[6] Album en 1979
- 766 Couverture La chouette criera 3 fois
- 791-805 Les naufrageurs de la brume  		30 planches Album en 1966

### 1964
- 794 Couverture Les naufrageurs de la brume
- 816 Annonce L’épreuve du feu
- 817-831 L’épreuve du feu  			30 planches Album en 1968
- 822, 828 Couverture L’épreuve du feu

### 1965
- 849-863 Le secret des falaises rouges  	30 planches Album en 1969
- 881 Annonce Signaux dans la nuit
- 882-896 Signaux dans la nuit 		30 planches Album en 1970
- 886 Couverture Signaux dans la nuit

### 1966
- 920-928 Abordage à Bonifacio 		18 planches Album en 1971
- 921 Couverture Abordage à Bonifacio

### 1967
- 965 Le billet gagnant[7] 7 planches